# 西广高速动车组列车
西广高速动车组列车是中国铁路运行于陕西省省会西安市及广东省省会广州市的高速动车组列车，现合计开行3对列车，列车客运乘务均由西安局集团西安客运段担当。其中G520/517、G518/519次列车客运里程2091公里，G836/833、G838/839次列车客运里程2119公里，途经陕西省、河南省、湖北省、湖南省、广东省五省；G2239/2240次列车客运里程2161公里，途经陕西省、四川省、重庆市、贵州省、广西壮族自治区、广东省四省一市一区。

## 历史
- 2012年9月28日，因应石武客运专线郑州至武汉段开通，「西广高速动车组列车」启行，每天从西安北站及广州南站各发出四趟列车。[1][2]
- 2012年12月26日，配合京广高速铁路全线开通，「西广高速动车组列车」时刻微调，从西安北站及广州南站安排5对往返列车，其中平日开行4对，高峰时（春暑运）开行1对。
- 2022年6月20日，配合京广高铁北段运行图重排，重新安排西安北—广州南G836/833次、广州南—西安北G834/835次、G838/839次列车1.5对。
- 2024年6月15日，配合京广高铁南段运行图重排，G834/835次列车延长至深圳北站始发。同时原西安北~佛山西D1971/1970次列车延长广州南始发终到并在成都东至贵阳东间改经成渝高铁、渝贵铁路、长东联络线运行，车次调整为G2239/2240次（该车次原为太渝高速动车组列车使用）。另外新开行西安北~广州白云的G520/517、G518/519次列车。[3]

## 使用列车
G518/519、G520/517次列车使用配属于西安局集团西安北动车运用所的CR400BF-Z，重联运行；G838/839、G836/833次列车使用配属于西安局集团西安北动车运用所的CRH380AL；G2240/2239次列车使用配属于西安局集团西安北动车运用所的CRH380B，重联运行。